# Шарлоте Кала
Марина Шарлоте Кала (швед. Marina Charlotte Kalla, Терендо, 22. јул 1987) је шведска репрезентативка у скијашком трчању и вишеструка олимпијска победница.
Са Светских јуниорских првенстава 2006. и 2007. има седам медаља, од тога три златне.
На Светском првенству 2007. освојила је по једно 5. и 7. место, а 2009. прву медаљу, бронзу у штафети. На Олимпијским играма 2010. постала је победница на 10 km слободним стилом, а сребро је освојила у екипном спринту.
На Светском првенству 2011. дошла је до златна у екипном спринту, а са колегиницама из репрезентације била је сребрна у штафети. Две године касније, на Светском првенству 2013. освојила је медаље у обе дисциплине, али овог пута сребрне. На Олимпијским играма у Сочију са штафетом шведске однела је победу у штафети, а освојила је и две сребрне медаље, на 10 km класинчним стилом и у скијатлону на 15 км.
На Светском првенству 2015. освојила је чак четири медаље, злато на 10 km, срберо у штафети и бронзе не 15 и 30 км. Две године касније била је сребрна у штафети и на 10 km, а бронзана на 15 km. На Олимпијским играма 2018. у Пјонгчангу постала је прва победница игара освојивши злато у скијатлону на 15 km, сребро слободним стилом на 10 km, сребро у штафети и сребро у екипном спринту.